# 三思镇
三思镇，原为三思乡，是中华人民共和国河北省邢台市南和区下辖的一个镇，2020年12月撤乡设镇。

## 行政区划
三思镇下辖以下地区：
三思东北部村、东宋村西大村、东宋村东大村、三思西南部村、三思东南部村、三思西北部村、西宋村、淮庄村、里首村、前郭平村、后郭平村、辛村和南韩村。